# Astipalea (mitología)
En la mitología griega, Astipalea (en griego Ἀστυπάλαια o Ἀστυπαλαία) es una princesa epónima que dio su nombre al pueblo de Astipalea, ubicado en Cos.
Asio de Samos dice en sus versos que Fénix tuvo de Perimede, la hija de Eneo, a Astipalea y a Europa, y que de Poseidón y Astipalea es hijo Anceo, que fue rey de los llamados léleges. Higino dice que de la unión entre Poseidón y Astipalea nacieron un tal Periclímeno y también Anceo, como suponíamos. Al menos en un escolio se nos dice que su madre, en cambio, se llamaba Télefe y sus hermanas eran las epónimas Fénice (de Fenicia) y Europa, y su hermano un tal Peiro —acaso el mismo que Pirén—.
También se dice que Heracles arribó a Cos. Los coos, creyendo que conducía una flota pirata, trataron de impedir el desembarco arrojándoles piedras; él se abrió paso, tomó la ciudad durante la noche y mató al rey Eurípilo, hijo de Astipalea y Poseidón.
Parece que Astipalea es una variante local de Mestra, hija de Erisictón, que en la épica arcaica ocupa su mismo papel, al menos como madre de Eurípilo en su unión con Poseidón.